# Social innovation
Social innovation handler om nye idéer, der løser samfunds- og miljømæssige behov. Social innovation er gennemførslen af nye idéer (produkter, ydelser, organisations- og forretningsmodeller), der målrettet opfylder et samfundsmæssigt behov (mere effektivt end alternativerne) samtidigt med, at det skaber nye sociale relationer eller partnerskaber.
Interessen for social innovation er stigende blandt studerende, politikere og forskere. Selvom social innovation er et moderne begreb, beskriver det et fænomen, der går langt tilbage i historien. I Danmark er opfindelsen af andelsbevægelsen et tidligt eksempel på social innovation.

## Definitioner på social innovation
Social innovation kan realiseres af alle individer og organisationer, der arbejder på at udvikle nye, bæredygtige løsninger til fremme af menneskers livsbetingelser. Udviklingen af social innovation er således ikke forbeholdt én bestemt sektor, men går på tværs af hhv. den offentlige, private og frivillige sektor. I den private sektor skelnes også mellem socialt entreprenørskab, der handler om at bygge en ny social virksomhed og corporate social innovation (CSI), der handler om at skabe innovation inden for etablerede virksomheder.
Europa-Kommissionen opsummerer social innovation som "innovations that are both social in their ends and in their means" . Den gænge definition i EU tager udgangspunkt i 'The Open Book on Social Innovation' af bl.a. Geoff Mulgan fra NESTA og Young Foundation. Her defineres social innovation som gennemførslen af nye idéer (produkter, ydelser, organisations- og forretningsmodeller), der målrettet opfylder et samfundsmæssigt behov (mere effektivt end alternativerne) samtidigt med, at det skaber nye sociale relationer eller partnerskaber.
I en dansk bog om social innovation bruger forfatterne definitionen: ”Social innovation er gennemførelsen af en ny idé, der opfylder et socialt behov samt skaber positiv og radikal forandring af livsbetingelser for den eller dem, der har behovet. Social innovation har en virkningsfuld og vedvarende effekt. Social innovation er skalerbar og har potentiale til at blive udbredt til andre områder.”

I publikationen 'Sociale Opfindelser' defineres social innovation som "virkeliggørelsen af en social opfindelse gennem fx entreprenørskab eller intraprenørskab. Det essentielle ved innovationen er, at den skaber social værdi, men kan dog også skabe økonmisk værdi.En social innovation er således en social opfindelse, der skaber værdi i praksis. Den sociale innovation er oftest både social i mål og midler."

## Historisk udvikling
I 1960'erne blev social innovation diskuteret af personer som Peter Drucker og Michael Young (stifteren af Open University og en lang række organisationer primært i England). Begrebet ses også i værker af franske forfattere i 1970'erne som f.eks. Pierre Rosanvallon, Jacques Fournier og Jacques Attali. Selve temaerne og begreberne inden for social innovation har dog eksisteret længe.

De seneste års økonomiske krise i Europa har ført til øget fokus på social innovation. Europa Kommissionens formand, José Manuel Barroso, har betonet vigtigheden af social innovation i EU:
"The financial and economic crisis makes creativity and innovation in general and social innovation in particular even more important to foster sustainable growth, secure jobs and boost competitiveness." EU har bl.a. afsat økonomiske midler til forskning om social innovation og i marts 2011 blev initiativet Social Innovation Europe lanceret. I en tale om social innovation i EU udtaler Barroso: "social innovation is about meeting the unmet social needs and improving social outcomes. It is about tapping into the creativity of charities, associations and social entrepreneurs to find new ways of meeting pressing social needs, which are not adequately met by the market or the public sector and are directed towards vulnerable groups in society."

## Regeringers initiativer om social innovation
- EU: Social Innovation Europe
- Holland: Social Innovation Agenda For Education
- OECD: Forum on Social Innovations (LEED programme)
- USA: White House Social Innovation Fund
- UK: Big Society Capital

## Et udvalg af kendte forfatter
- Akhtar Hameed Khan
- Frank Moulaert
- Geoff Mulgan